# Ignacio Danti
Ignazio (Egnatio o Egnazio) Danti (Perugia, 30 de abril de 1536 – Alatri, 19 de octubre de 1586), nacido Pellegrino Rainaldi Danti, fue un sacerdote italiano, matemático, astrónomo y cosmógrafo.

## Biografía

### Primeros años
Danti nació en Perugia en una familia rica en artistas y científicos. De niño aprendió los rudimentos de la pintura y la arquitectura de su padre Giulio, un arquitecto e ingeniero que estudió bajo la tutela de Antonio da Sangallo, y su tía Teodora, quien decía haber estudiado con el pintor Perugino y también escribió una estudio sobre Euclides. Su hermano mayor Vincenzo Danti se convirtió en el escultor preferido de la corte en la Florencia de finales del siglo XVI, mientras que su joven hermano Girolamo (1547–1580) se convirtió en un pintor de Perugia de pequeña fama.
Danti entró en la Orden Dominica el 7 de marzo de 1555, cambiando su nombre de bautizo de Pellegrino a Ignazio. Después de completar sus estudios en Filosofía y Teología pasó algún tiempo como sacerdote (predicando), pero pronto se dedicó con celo a las matemáticas, la astronomía, y la geografía. 

### En Florencia

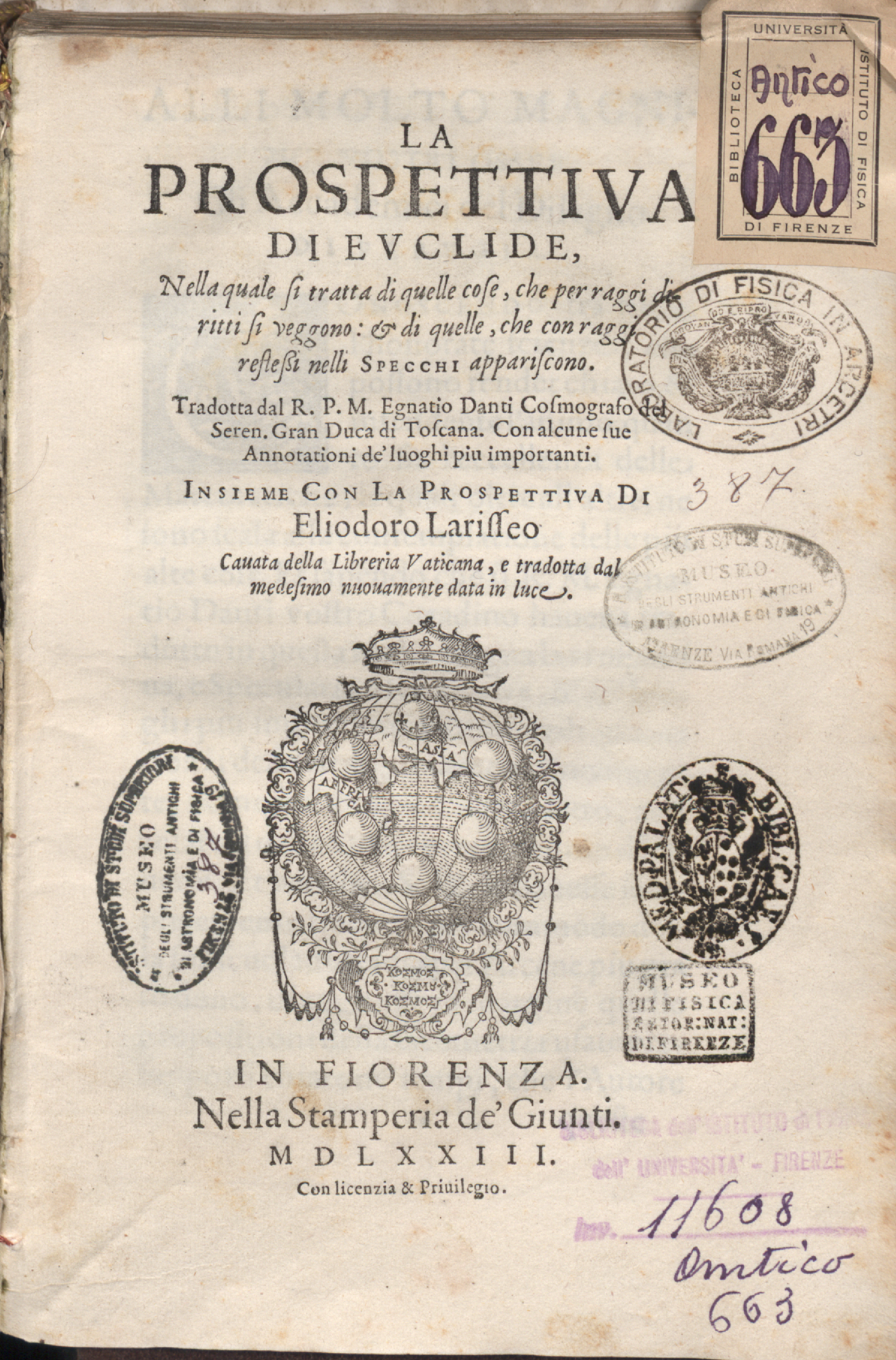
Euclides, Optica, tradotta dal R.P.M. Egnatio Danti

En 1562, pidió que le trasladasen de la comunidad dominica de Perugia al Monasterio de San Marco en Florencia. Poco después, encontró trabajo como tutor de los hijos florentinos en matemáticas y ciencia. En septiembre de 1563, fue invitado por Cosme I de Médici a participar en un gran proyecto cosmográfico, el Guardaroba en el Palazzo Vecchio. Durante los siguientes doce años, Danti pintó 30 mapas de las regiones del mundo (basados ampliamente en las ediciones impresas publicadas por Giacomo Gastaldi, Abraham Ortelius, Gerardus Mercator, y otros) a las puertas del armario de la Guardaroba. También trabajó en otros significativos proyectos científicos y cosmográficos en Florencia, incluyendo el gran Globo terrestre de la Guardaroba (1564–1568) y varios de instrumentos científicos de latón (como un astrolabio) que se conservan hoy día en el Instituto y Museo de Historia de la Ciencia en Florencia. Entre 1567 y 1569, Pío V, que pertenecía a los dominicos, se dice encargó a Danti que le proporcionase los planos para la construcción para una iglesia de los dominicos y el convento de Bosco Marengo en Piamonte; Danti actuaba principalmente como asesor. Durante su estancia en Florencia, Danti enseñó matemáticas y publicó más de una docena de tratados científicos, la mayoría de comentarios sobre la astronomía antigua y medieval y de matemáticas o explicaciones de cómo utilizar los instrumentos científicos.
Durante gran parte de su tiempo en Florencia, Danti residió en el convento de Santa María Novella, y diseñó el Cuadrante (a la derecha) y la esfera armilar (a la izquierda) que aparecen en los arcos de fondo de saco de la fachada más baja de la iglesia en 1572 y 1574, respectivamente. También diseñó el gnomon a gran escala de la iglesia, que permitía que un delgado rayo de luz entrara en la iglesia al mediodía todos los días a través de un agujero justo debajo de la ventana de la fachada rosa, aunque probablemente no estaba completado en el momento que Danti abandonó Florencia.
También hubo conversaciones entre el duque y Danti acerca de la construcción de un canal para comunicar Florencia con el Mediterráneo y el Adriático. De todos modos, este grandioso plan nunca se llevó a cabo tras la muerte de Cosimo en 1574. El año siguiente, el hijo de Cosimo, el gran duque Francisco I de Médici, forzó a Danti a dejar Florencia a finales de septiembre de 1575 con una carga moral incierta. No se sabe el motivo exacto por el que Francesco exilió a Danti, pero los dominicos tuvieron problemas para encontraler trabajo o patrones en cualquier parte de Italia, aunque nunca volvió a Florencia antes de su muerte.

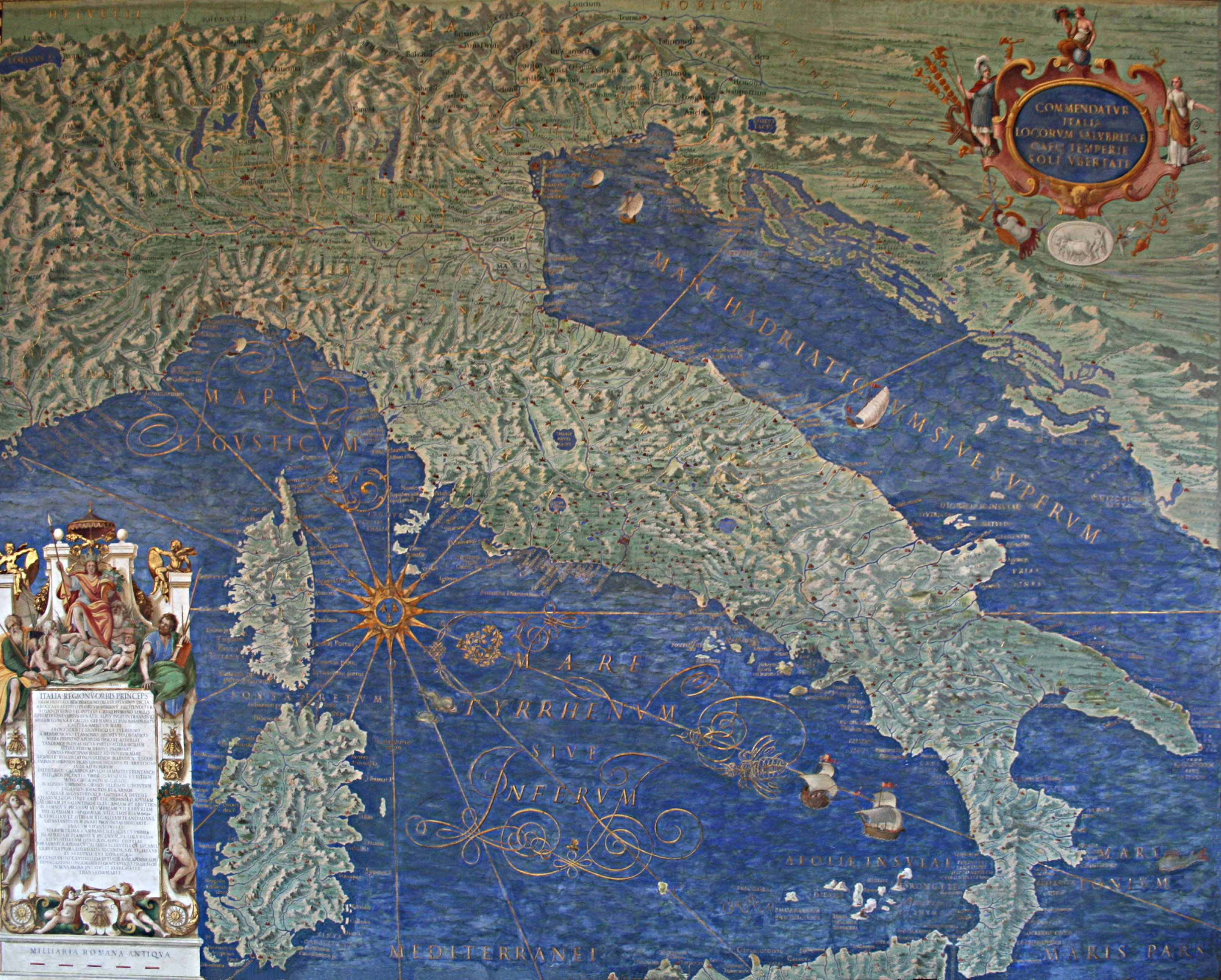
Mapa de Italia, Córcega y Cerdeña - Galería de los Mapas - Museos Vaticanos.

### Profesor y obispo
Después de abandonar Florencia, Danti se convirtió en profesor de matemáticas en la Universidad de Bolonia. Mientras ocupaba esta cátedra, construyó un gran gnomon en la iglesia boloñesa de San Petronio, la línea meridiana, la cual todavía es visible en el pavimento de la iglesia. Él también pasó algún tiempo en Perugia, a invitación del gobernador, donde preparó mapas de la república de Perugia.
A cuenta de sus logros matemáticos, el papa Gregorio XIII le invitó a Roma, lo nombró matemático pontificio y le hizo miembro de la comisión para la reforma del calendario. También lo puso a cargo de los pintores que el Papa había convocado al Vaticano para continuar con la decoración del palacio, sobre todo para hacer una serie de mapas de las regiones de la Italia moderna en la recién construida Galería de Mapas a lo largo del Patio del Belvedere. Este extraordinario proyecto, iniciado a principios de 1580 y completado unos 18 meses más tarde, comprendía los mapas de la totalidad de la península italiana en 40 grandes frescos, cada uno representando una región, así como una vista en perspectiva de su ciudad más importante.
Cuando el pontífice encargó al arquitecto Domenico Fontana reparar el puerto de Claudio fue Danti quien proporcionó los planos necesarios. Mientras estaba en Roma Danti publicó una traducción de una parte de Euclides con anotaciones y escribió una biografía del arquitecto Jacopo Barozzi da Vignola, y preparó también las notas para el trabajo de este último. En reconocimiento a su labor Gregorio, en 1583, lo hizo obispo de Alatri en la Campagna. Danti se mostró un celoso pastor en su nuevo cargo.
Como obispo de Alatri, Danti convocó un sínodo diocesano, corrigió diversos abusos y demostró una gran atención a los pobres. Poco antes de su muerte, el papa Sixto V lo convocó a Roma para asistir a la colocación de un gran obelisco en la Plaza de San Pedro.

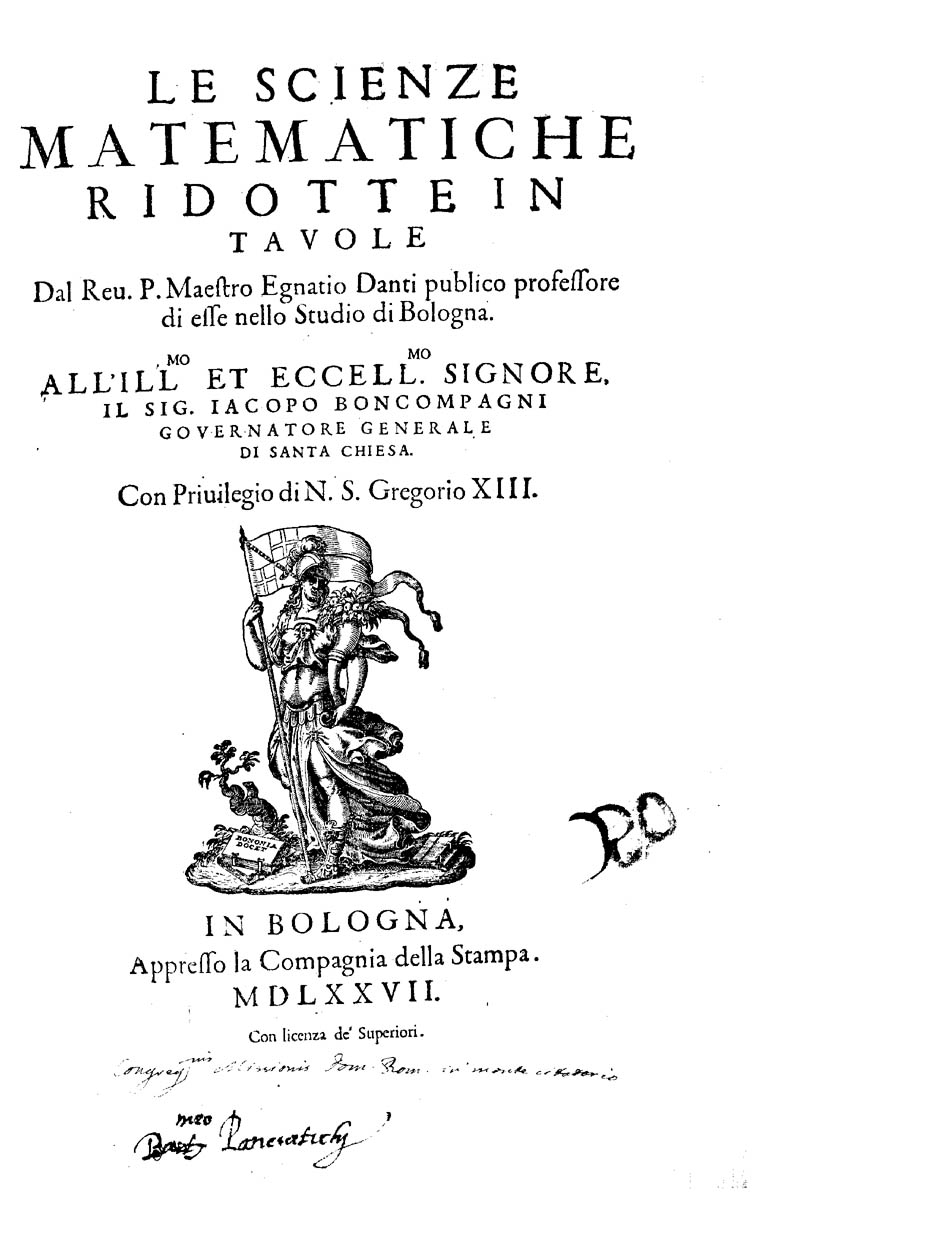
Scienze matematiche ridotte in tavole, 1577

## Otros trabajos
Aparte de los trabajos ya mencionados, Danti fue autor de las siguientes obras:
- Trattato del'uso e della fabbrica dell'astrolabo con la giunta del planifero del Raja (Tratado del uso y de la fabricación del astrolabio con la adición del planifero Raja)
- Le Scienze matematiche ridotte in tavole (Tablas de reducción de la ciencia matemática)
- Revisó y anotó la edición de La Sfera di Messer G. Sacrobosco tradotta da Pier Vincenzio Danti (La Esfera de M. G. Sacrobosco Traducido por Pier Vincenzo Danti).

## Muerte
Murió en Alantri, cuando llevaba solo tres años de servicio. Después de la muerte de Danti, en 1588 Giovanni Antonio Magini fue elegido por Galileo para ocupar la silla (Cátedra ) de matemáticas de la Universidad de Bolonia.